# Тимово (Ярославская область)

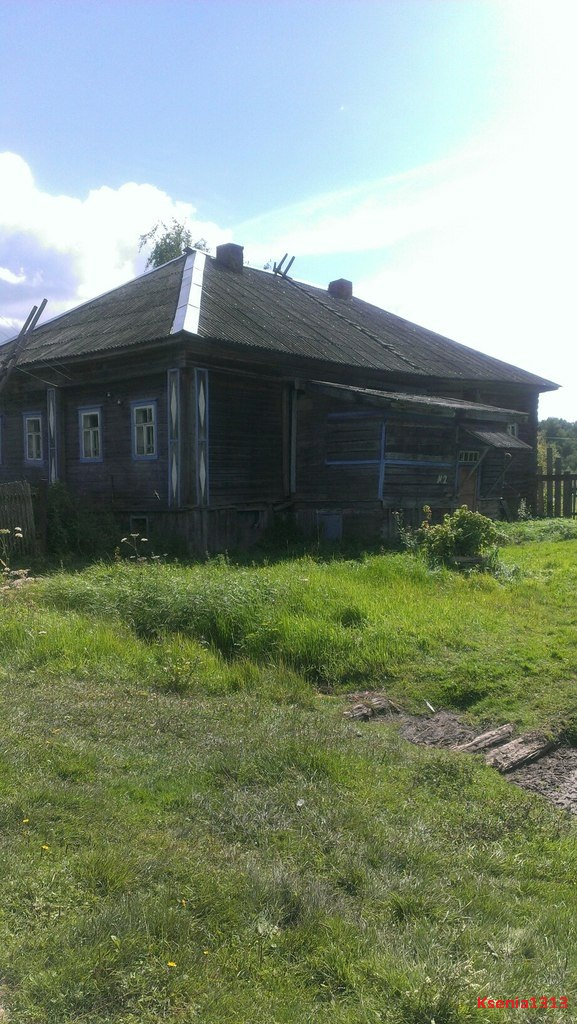
Единственный жилой дом деревни Тимово

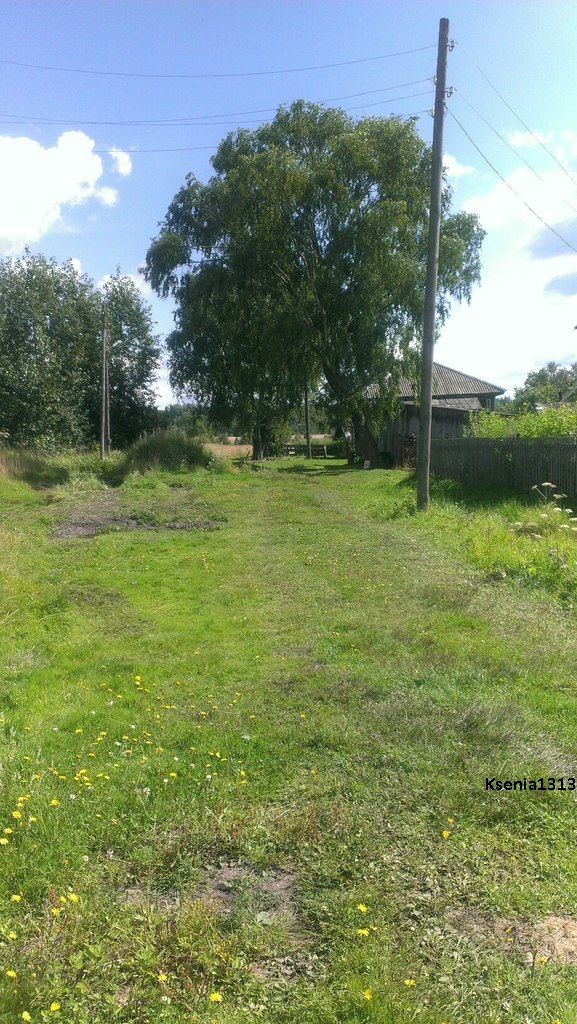
Центральная улица деревни Тимово

Тимово — деревня в Первомайском районе Ярославской области. Входит в Кукобойское сельское поселение.

## География
Деревня расположена на юго-востоке Ярославской области близ дороги 78К-0013. Расстояние до Ярославля 160 километров. До административного центра 30 километров.  Вокруг деревни густой лес.
Улицы: Центральная
Ближайшие населённые пункты: Ескино, Терехово, Матвейцево, Костромка.

## История
Первое упоминание деревни относится к 16 веку. Село относилось к церкви Покрова Божией Матери села Погорелое.
По данным первой  переписи населения Российской Империи население Тимово составляет 47 женщин и 53 мужчины.
По Списку нас.мест Ярославской губернии (1859г) в Пошехонском уезде было 2 деревни Тимово:
Стан 1
На сплавной р. Юге.
4756.Тимово, дер.влад.,76 вёрст от уездн.гор.,46 вёрст от станов.кварт.,13 дворов,41 муж..45 жен
Стан 2
5408.Тимово, д.каз.,при р. Павлинке, 41 в от уездн.гор.,41-от стан.кварт.,12 двор.,30 муж.,32 жен.
До 1919 года — Тарасовская волость.
В 1919 году Тарасовская волость переименована в Урицкую.
В 1920 году Урицкая, Щекинская и Соколовская волости объединены в Пролетарскую.
В 1929 году Луначарский сельсовет Пролетарской волости вошёл в состав Первомайского района Ивановской области.
В 1936 году Первомайский район перешёл в состав Ярославской области.
В начале XX века деревня была крупной и процветающей, население составляло около 70 человек.

## Население
| 2007 | 2010 |
| ---- | ---- |
| 1    | ↗2   |